# Категорія важкодобувних і виснажених запасів нафти і газу
Категорія важкодобувних і виснажених запасів нафти і газу (рос. запасов нефти и газа трудноизвлекаемых и истощенных категория; англ. category of almost non-recoverable and exhausted oil and gas reserves; нім. Klasse f von schwergewinnbaren und erschöpften Erdöl- und Erdgasvorräten m pl) — група запасів нафти і газу, видобування яких із надр землі ускладнене через геолого-технологічні, природно-географічні та екологічні умови їх залягання та розробки.
До категорій важковидобувних та виснажених відносяться такі запаси нафти і газу:
1. Запаси родовищ і покладів з геолого-технологічними умовами залягання та розробки, які ускладнюють їх вилучення, а саме:
  1. Запаси високов'язких нафт (з динамічним коефіцієнтом в'язкості в пластових умовах понад 30 мПа∙с).
  2. Запаси в низькопроникних колекторах (коефіцієнт проникності менше 0,05 мкм2 для нафти і менше 0,02 мкм2 для природного газу).
  3. Запаси нафтових облямівок і підгазових зон нафтогазоконденсатних родовищ з висотою нафтового покладу, меншою від 30 м і шириною до 200 м.
  4. Запаси виснажених покладів зі ступенем вироблення початкових видобувних запасів нафти понад 80 % і природного газу — понад 85 %.
  5. Запаси нафтових покладів з середньою обводненістю продукції понад 80 % за умови вилучення більше 60 % початкових видобувних запасів.
  6. Поклади газу з активним водонапірним режимом після вилучення 40 % початкових балансових запасів газу.
  7. Газоконденсатні поклади з початковим вмістом конденсату в пластовому газі понад 200 г/м3 після вилучення 40 % початкових балансових запасів газу.
  8. Газоконденсатні поклади з початковими балансовими запасами газу менше 0,5 млрд м³.
2. Запаси родовищ і покладів з природно-географічними та екологічними умовами залягання, які ускладнюють їх розробку, а саме:
  1. Запаси родовищ, розташованих у морських акваторіях.
  2. Запаси родовищ, розташованих у межах державних заповідників, заказників або охоронних зон.

Обґрунтовані пропозиції щодо віднесення до категорії важковидобувних та виснажених запасів нафти і газу родовищ і покладів, які відповідають хоча б одному з підпунктів, подаються по кожному родовищу Державному комітету нафтової, газової та нафтопереробної промисловості України підприємствами, які є власниками ліцензій на геологічне вивчення або експлуатацію цих родовищ, а запаси по таких родовищах знаходяться на обліку цих самих підприємств, незалежно від підпорядкування форм власності і господарювання.
До категорії важковидобувних та виснажених можуть бути віднесені поточні запаси нафти і газу, які поставлені на облік у Державному балансі корисних копалин України.
Державна (центральна) комісія України з розробки нафтових, газових і газоконденсатних родовищ при Державному комітеті нафтової, газової та нафтопереробної промисловості України, на основі пропозицій підприємств формує перелік родовищ з важковидобувними та виснаженими запасами і подає його до Кабінету Міністрів України на затвердження.
Зміни та доповнення до переліку родовищ з важковидобувними та виснаженими запасами вносяться Державним комітетом нафтової, газової та нафтопереробної промисловості України на затвердження до Кабінету Міністрів України щорічно станом на 1 січня.
Постановою від 26 березня 2008 р. N 264 КМУ виключив категорію важковидобувних запасів із "Класифікації запасів і ресурсів корисних копалин державного фонду надр". Станом на початок 2013 року, важковидобувні запаси можуть потрапляти до категорії дотаційних за єкономічними показниками розробки.